# Amnon Lipkin-Shahak

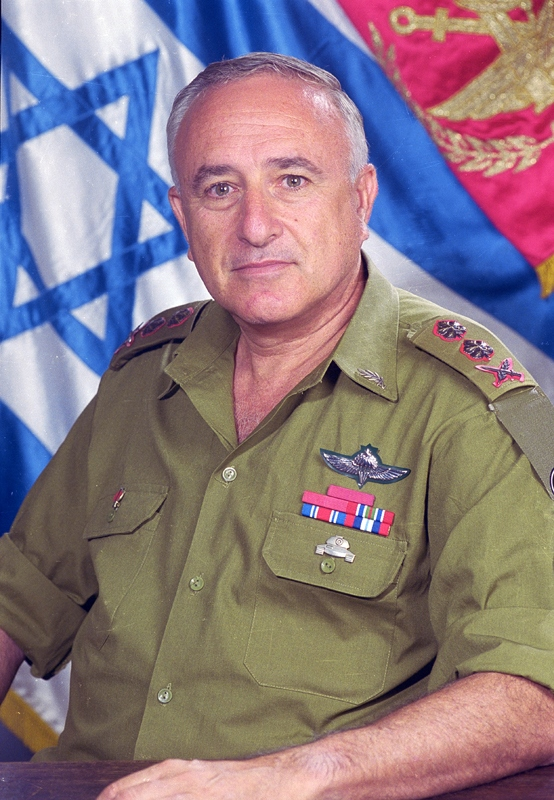
Amnon Lipkin-Shahak

Amnon Lipkin-Shahak (hebreiska: אמנון ליפקין-שחק), född 18 mars 1944 i Tel Aviv, död 19 december 2012 i Jerusalem, var en israelisk generallöjtnant och chef för Israels försvarsmakt 1995–1998. Han var 1999-2001 landets turist- och transportminister.

## Militärtjänst
Lipkin-Shahak började sin militärtjänst som tonåring i den militära internatskolan i Haifa. Han gick in i Israels försvarsmakt 1962 och tjänstgjorde i fallskärmsjägarbrigaden. Under sexdagarskriget 1967 var han kompanichef och ställföreträdande bataljonchef för en fallskärmsjägarbataljon som var insatt på den egyptiska fronten där hans förband nådde Suezkanalen. Han deltog i slaget vid Karameh, Jordanien (Operation inferno) i mars 1968, och tilldelades tapperhetsmedaljen för sina insatser där.
1971 blev Lipkin-Shahak bataljonchef i fallskärmsjägarbrigaden, och deltog i den israeliska räden mot Libanon i april 1973 (Operation ungomens vår). För sina insatser där tilldelades han tapperhetsmedaljen en andra gång. Under Jom Kippurkriget 1973 tjänstgjorde han på den egyptiska fronten. 1974 fick han en tjänst vid centralkommandot och 1976 befordrades han till överste och chef för infanteri- och fallskärmsskolans militärteoretiska institution. 1977 blev han chef för fallskärmsjägarbrigaden, som under hans befäl deltog i flera operationer mot PLO:s installationer i Libanon.
1979 befordrades han till brigadgeneral och utbildades för tjänstgöring i pansartrupperna. Under första Libanonkriget 1982 var han chef för en pansardivision i reserven inom centralkommandot. 1982 blev han divisionschef för 162:a divisionen, en reguljär pansardivision som under en period fanns grupperad på libanesiskt område. 1983 blev han befälhavare för centralkommandot och 1986 blev han chef för generalstabens underrättelsedirekttorat, Aman. 1991 blev han biträdande generalstabschef. Som biträdande generalstabschef var han inblandad i förhandlingarna med palestinierna under premiärminister Yitzhak Rabin. 
Lipkin-Shahak efterträdde Ehud Barak som den 15:e Ramatkal, generalstabschef tillika chef för Israels försvarsmakt, 1995. Som generalstabschef fortsatte han att delta i förhandlingarna med palestinierna och syrierna, då han mötte sin syriske motsvarighet. Större delen av hans tid som generalstabschef inföll under premiärminister Benjamin Netanyahu och försvarsminister Yitzhak Mordechai. Hans tid var full med offentliga slitningar mellan honom och hans överordnade, enligt uppgift på grund av politiska meningsskiljaktigheter och personlig brist på respekt. Lipkin-Shahak vägrade nominera Mordechai, som var generalmajor, som sin ställföreträdare när han blev generalstabschef, vilket fick Mordechai att pensionera sig från sin militära karriär och ge sig in i politiken för att slutligen bli Lipkin-Shahaks överordnade.
Lipkin-Shahak pensionerades från sin militära karriär efter 36 års tjänst 1998 och efterträddes som generalstabschef av Shaul Mofaz.

## Politisk karriär
1999 gick Lipkin-Shahak med i det nya centerpartiet som bildades av bland andra Yitzhak Mordechai och Dan Meridor. Lipkin-Shahak blev invald till det 15:e Knesset samtidigt som Ehud Barak valdes till premiärminister. Lipkin-Shahak anslöt sig till Baraks regering som turistminister (1999) och senare också som transportminister (2000 när Mordechai sade upp sig). Strax efteråt lämnade han centerpartiet och anslöt sig till Den Nya vägen-partiet. När Barak inte blev omvald i det extra premiärministervalet 2001 (som Barak förlorade till Ariel Sharon) lämnade Lipkin-Shahak sin plats Knesset.
Han var gift med journalisten Tali Lipkin-Shahak och hade fem barn.